# Aureilhan (Hautes-Pyrénées)
Aureilhan is een gemeente in het Franse departement Hautes-Pyrénées (regio Occitanie). De plaats maakt deel uit van het arrondissement Tarbes. Aureilhan telde op  1 januari 2022 8.033 inwoners; het was hiermee de op twee na grootste gemeente van het departement.

## Geschiedenis
De plaats werd al bewoond in de Gallo-Romeinse tijd; er was hier toen waarschijnlijk een groot landbouwdomein. In de middeleeuwen lag er in Aureilhan een commanderij van de Orde van Malta. Aureilhan was een landbouwdorp waar ook huisnijverheid was met de fabricage van baretten.
In 1873 richtte Laurence Ousteau de Tuilerie Oustau op. Hij produceerde in eerste instantie bakstenen, tegels en leidingen in aardewerk. Rond de eeuwwisseling ging de fabriek zich ook toeleggen op de productie van keramiek. In en rond Tarbes was er veel vraag naar bouwmateriaal. Er werkten tot 200 arbeiders. Na de Tweede Wereldoorlog maakte de fabriek enkel nog bakstenen en in 1970 sloot ze de poorten.

## Geografie
De oppervlakte van Aureilhan bedroeg op 1 januari 2022 9,44 vierkante kilometer; de bevolkingsdichtheid was toen 851 inwoners per km².
De gemeente ligt in de vlakte van Bigorre op een hoogte van 307 meter. Aureilhan ligt ten noordoosten van Tarbes en vormt hiermee een stedelijk geheel. De Adour stroomt door de gemeente.
De onderstaande kaart toont de ligging van Aureilhan met de belangrijkste infrastructuur en aangrenzende gemeenten.

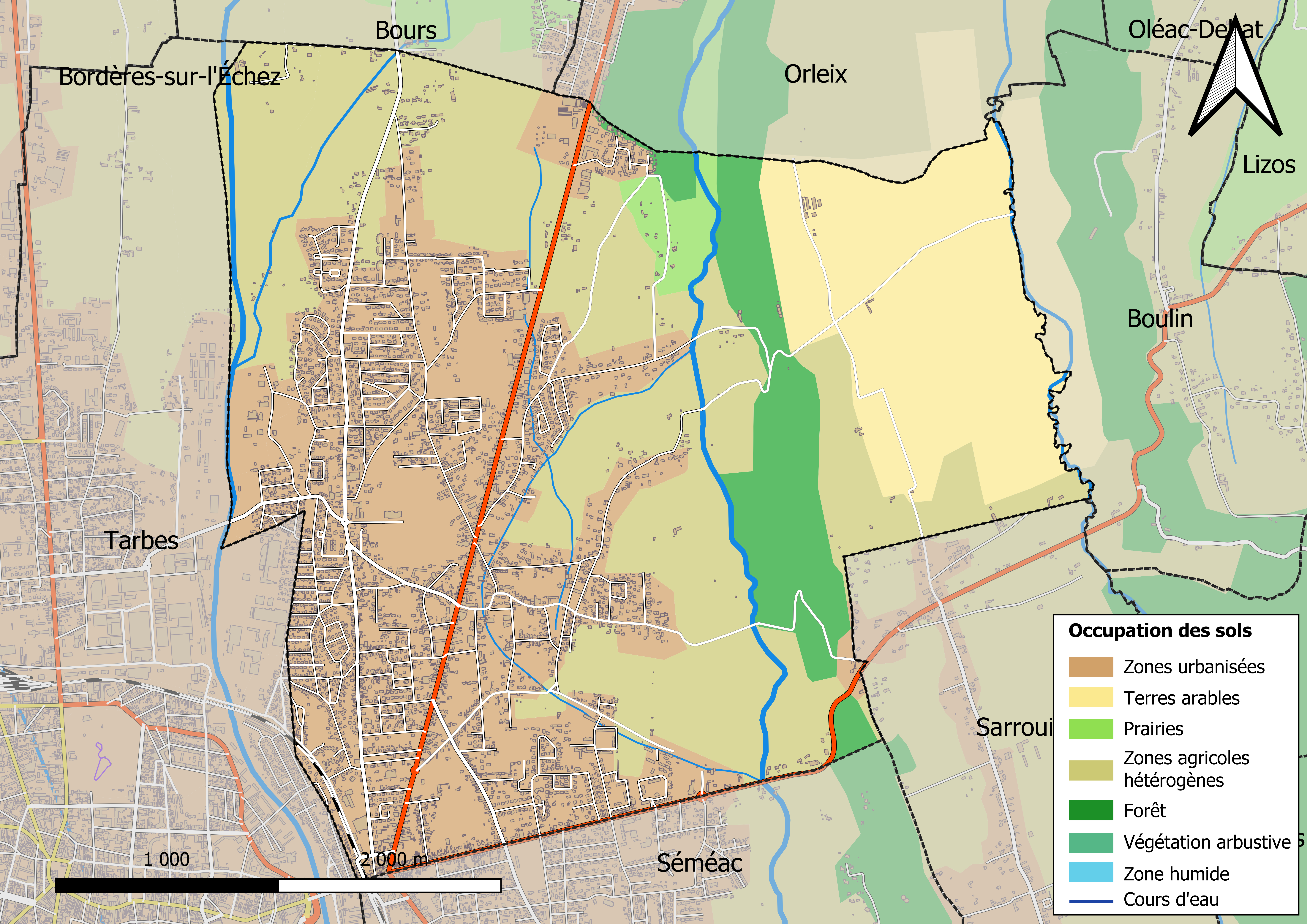

## Demografie
Onderstaande figuur toont het verloop van het inwonertal (bron: INSEE-tellingen).